# Betsileo
Betsileo (što na malgaškom znači brojni nepobjedivi), jedan od malgaških naroda s Madagaskara, treći po brojnosti s 2 417 000 pripadnika (12,1% stanovnika države) koji žive na jugu malgaške središnje visoravni. 
Žive između Merina na sjeveru i Bara na jugu na površini od 40 000 km², i oni kao i većinski Merine govore malgaškim makrojezikom.

## Povijest
Tijekom srednjeg vijeka Betsileji su živjeli podijeljeni na brojne male plemenske klanove, i bili česte žrtve lova na robove arapskih i europskih trgovaca robljem. Po njihovoj usmenoj tradiciji, postojala su čak četiri njihova plemenska kraljevstva u 17. stoljeću. To su bila kraljevstva Fandriana, Fisakana, Manandriana i Isandra, a uspio ih je ujediniti krajem 18. stoljeća kralj Andriamanalimbetani iz Isandre.
Merinski kralj Radama I. uspio ih je pokoriti početkom 19. stoljeća. On je grad Fianarantsou proglasio upravnim središtem iz kojeg je upravljao središnjim i južnim klanovima Betsileja i uklopio ih u svoje Kraljevstvo Merina kao provinciju Betsileo. Njihove sjeverne krajeve uklopio je u merinsku provinciju Antsirabe.
Betsileji su u osnovi narod malajsko-indonezijskih korijena, pomiješan tijekom vremena s bantu crncima i u nešto manjoj mjeri Arapima i ostalim azijatskim narodima. U mnogim značajkama nalikuju susjednim narodima Antemoro s istočne obale i Barama na jugu. Na Madagaskaru su poznati kao dobri poljoprivrednici i uzgajivači riže koju sade na terasastim poljima (kraj oko Fianarantsoe), koja je osnovna hrana Malgašima. Broj rižinih polja označava obiteljsko bogatstvo. Uzgajaju i druge kulture manioku, grah i ostalo povrće, te čuvaju goveda i perad u manjoj mjeri nego Bare.
U prošlosti su živjeli u kolibama izrađenim od granja i lišća, jedino su poglavice s obiteljima imale drvene kolibe. Danas je to rijetkost, jer grade kuće od cigle ili blata. Oni su poznati među Malgašima kao odlični drvodjeljci i kipari velikih drvenih statua. Ističe se klan Zafimaniri, čije je umijeće u obradi drva 2002. godine stavljeno na UNESCO-ov popis svjetske nematerijalne baštine.

## Geografska rasprostranjenost
Ozemlje na kojem žive Betsileji obuhvaća ukupno 40 000 km², na jugu malgaške visoravni od rijeke Manie na sjeveru do obronaka masiva Andringitre na jugu. Zapadna granica im je Regija Bongolava, a istočna šume u kojima živi narod Tanala. Većina njihovih zemalja leži u današnjoj provinciji Fianarantsoi. Njihovo ozemlje dijeli se na tri glavna predjela. Sjeverni Betsileo (ili Fisakana) je omeđen rijekama Ivato i Manandona sa sjevera, te rijekama Sahanivotri i Mania na jugu. Središnji Betsileo (ili Manandriana) leži između rijeka Ivato i Matsiatra, Južni Betsileo južno od rijeke Matsiatre (Isandra, Lalangina, Iarindrano i masiv Andringitra).

## Kultura i običaji
Kultura Betsileja je po mnogim značajkama slična kulturi i tradiciji naroda Merina s kojima su stoljećima dijelili iste zemlje na središnjoj visoravni. Duga tradicija ropstva, koje je ukinuto tek u doba francuske kolonijalne uprave na kraju 19. stoljeća, ostavila je tragove na njihovu društvenom životu. Njihovo društvo i danas je snažno hijerarhijski i kastinski podijeljeno. Kao i Merine imali su podjelu na andriane (aristokracija), hove (slobodne ljude) i andeve (robove) čiji se potomci i danas drže najnižom kastom u društvu. Najviši društveni položaj među Betsilejima imaju tompon-tani (“gospodari zemlje”), što zapravo znači da imaju vlastitu zemlju i obiteljski grob na njoj (na osnovi groba polažu pravo na nju). Položaj u zajednici, često puta značajniji od onog koji formalno ima neki pojedinac u službenoj državnoj upravi, te obiteljske veze presudni su pri zapošljavanju i napredovanju.
Od dolaska prvih europskih misionara u 17. stoljeća, većina Malgaša prešla je na kršćanstvo. Tako su danas većina Betsileja protestanti ili katolici, ali uz još uvijek jak utjecaj njihovih tradicionalnih animističkih vjerovanja, bogova i običaja. 
Običaj koji su zadržali iz svojih pretkršćanskih vremena je famadihana (“premetanje kostiju predaka”) kad vade posmrtne ostatke svojih predaka iz grobova, i ponovno ih polažu u grob po novom rasporedu.

## Vanjske poveznice
- Narodi Tsaranora
- Činjenice o kulturi Betsileja
- Podatci o narodu Betsileo
- Narod Betsileo na internetskim stranicama enciklopedije Britannice